# Хеленс-Бей (станция)
Хеленс Бэй — железнодорожная станция, открытая 1 мая 1865 года и обеспечивающая транспортной связью одноимённую деревню в графстве Даун, Северная Ирландия.
Здание станции было возведено в 1863 году и выполнено в старошотландском баронском стиле, по заказу лорда Дафферина, владевшего землями, по которым была проложена железнодорожная линия Belfast and County Down Railway. Архитектор Бенджамин Ферри.